# Kisses (film 1922)
Kisses  è un film muto del 1922 diretto da Maxwell Karger che aveva come interpreti Alice Lake, Harry Myers, Edward Connelly, Edward Jobson, Dana Todd, Mignon Anderson. Sceneggiato e adattato da June Mathis da un soggetto di May Tully, fu prodotto e distribuito dalla Metro Pictures Corporation.

## Trama
Betty Estabrook, figlia di un finanziere, conosce in treno Bill Bailey e gli offre alcuni dei dolcetti fatti in casa che ha chiamato Kisses (Baci). Bill la persuade a distribuire i dolci ad un'asta di beneficenza che ha un grande successo. Il giovane scopre che la ragazza è già fidanzata con Norman Maynard, il figlio di un industriale dolciario ma il fidanzamento viene rotto da Maynard quando Betty, rimasta orfana, decide di vendere la casa e tutte le sue proprietà per rimborsare i creditori del padre morto. Insieme a Bill e a Bessie Neldon, Betty mette su un'attività dolciaria che incontra un grande successo, tanto che Maynard si sente minacciato. Alla fine, Betty decide di cedere la propria attività al concorrente ricavandone un grosso guadagno che le permette di guardare con tranquillità al proprio futuro con Bill.

## Produzione
Il film fu prodotto dalla Metro Pictures Corporation. Il Motion Picture News del 29 ottobre 1921 riportava che, per girare il film, era stata affittata una grande fabbrica di cioccolato di Los Angeles.

## Distribuzione
Il copyright del film, richiesto dalla Metro Pictures, fu registrato il 4 aprile 1922 con il numero LP17722.

Negli Stati Uniti, uscì nelle sale cinematografiche il 3 aprile 1922.
Non si conoscono copie ancora esistenti della pellicola che viene considerata presumibilmente perduta.